# تاکاشی اومدا
تاکاشی اومدا (انگلیسی: Takashi Umeda؛ زادهٔ ۳۰ مهٔ ۱۹۷۶) بازیکن فوتبال اهل ژاپن است.